# Fata Morgana (мини-альбом)
«Fata Morgana» — второй мини-альбом украинской певицы Луны. Релиз альбома состоялся 14 августа 2020 года. Продюсеры альбома — Луна и Александр Волощук.
По словам самой певицы, этот мини-альбом состоит только из танцевальных треков.
EP «Fata Morgana» был выпущен лейблом «ЛУНА Prod.» в формате цифрового альбома.
В день выхода EP также был выпущен клип на заглавную песню мини-альбома «Fata Morgana». Позднее, в течение 2 недель после выхода мини-альбома были выпущены «lyric video» (видеоряды с текстами песен) к песням «Extravision» и «Суть». 13 февраля 2021 года, накануне Дня Святого Валентина, был выпущен клип на песню «Жанна д’Арк».

## Список композиций
| №                   | Название            | Текст песни            | Музыка              | Длительность |
| ------------------- | ------------------- | ---------------------- | ------------------- | ------------ |
| 1.                  | «Fata Morgana»      | Луна, Апельсиновый Сок | Александр Волощук   | 4:14         |
| 2.                  | «Жанна д'Арк»       | Апельсиновый Сок       | Александр Волощук   | 3:57         |
| 3.                  | «Пульс»             | Луна, Апельсиновый Сок | Александр Волощук   | 3:13         |
| 4.                  | «Extravision»       | Апельсиновый Сок       | Александр Волощук   | 3:42         |
| 5.                  | «Суть»              | Луна, Апельсиновый Сок | Александр Волощук   | 5:28         |
| Общая длительность: | Общая длительность: | Общая длительность:    | Общая длительность: | 20:34        |